# Misurata (distrito)
Misurata (em árabe: مصراته‎; romaniz.: Miṣrātah; em árabe líbio: Məṣrātah; em berbere: ⵎⴻⵙⵔⴰⵜⴰ) é um distrito do noroeste da Líbia. Sua capital é a cidade de Misurata. A norte e leste, Misurata tem uma linha costeira no mar Mediterrâneo. Em terra, faz divisa com Sirte a sul e leste, Murgube a norte e oeste e Jabal Algarbi a sul e oeste. Foi criado em 1983, em substituição da província homônima.
Em 1987, tinha 178 295 residentes e em 1995, 488 573, com enorme incremento da população decorrente da reorganização dos distritos líbios e do alargamento de suas fronteiras, apesar de imprecisas quais foram essas alterações. Segundo censo de 2001, tinha 220 926 residentes e segundo o de 2012, 502 613, dos quais 487 693 são líbios e 14 920 são não-líbios. O tamanho médio das famílias líbias era 5.75, enquanto o tamanho médio das não-líbios era de 3.83. Há no total 93 275 famílias no distrito, com 89 248 sendo líbias e 4 027 não-líbias. Em 2012, aproximados 2 752 indivíduos morreram no distrito, dos quais 2 181 eram homens e 571 eram mulheres.